# Llista de masies del Baix Penedès
Llista de masies i altres construccions relacionades del Baix Penedès ordenades per municipi.
Informació actualitzada per un bot. Els canvis manuals es perdran quan s'actualitzi!
| imatge | Nom                             | instància de                       | Municipi                | Elevació s.n.m. en m | estat de conservació  | coordenades                                                            | Protecció                                            | Commons (més fotos)                    | WD                            |
| ------ | ------------------------------- | ---------------------------------- | ----------------------- | -------------------- | --------------------- | ---------------------------------------------------------------------- | ---------------------------------------------------- | -------------------------------------- | ----------------------------- |
|        | Ca l'Arlà                       | masia                              | Albinyana               |                      |                       | 41° 15′ 17″ N, 1° 29′ 58″ E / 41.2547323686108°N,1.49947792362167°E    |                                                      |                                        | Modifica les dades a Wikidata |
|        | Cal Casals                      | masia                              | Albinyana               |                      |                       | 41° 14′ 50″ N, 1° 29′ 27″ E / 41.2472687705169°N,1.49079328338504°E    |                                                      |                                        | Modifica les dades a Wikidata |
|        | Cal Cuat                        | masia                              | Albinyana               |                      |                       | 41° 15′ 09″ N, 1° 30′ 27″ E / 41.2524675828229°N,1.50749074627199°E    |                                                      |                                        | Modifica les dades a Wikidata |
|        | Cal Fandó                       | masia                              | Albinyana               |                      |                       | 41° 14′ 46″ N, 1° 29′ 24″ E / 41.246133167539°N,1.49005562084671°E     |                                                      |                                        | Modifica les dades a Wikidata |
|        | Cal Mariano                     | masia                              | Albinyana               |                      |                       | 41° 14′ 30″ N, 1° 29′ 06″ E / 41.2415357695532°N,1.48498232445823°E    |                                                      |                                        | Modifica les dades a Wikidata |
|        | Cal Mata                        | masia                              | Albinyana               |                      |                       | 41° 14′ 59″ N, 1° 30′ 56″ E / 41.2497°N,1.51557°E                      | bé cultural d'interès local                          | Cal Mata (Albinyana)                   | Modifica les dades a Wikidata |
|        | Cal Nicolau                     | masia                              | Albinyana               |                      |                       | 41° 13′ 59″ N, 1° 28′ 41″ E / 41.2330671493059°N,1.47803065737952°E    |                                                      |                                        | Modifica les dades a Wikidata |
|        | Cal Poterres                    | masia                              | Albinyana               |                      |                       | 41° 14′ 48″ N, 1° 29′ 26″ E / 41.2465795623357°N,1.49043917828509°E    |                                                      |                                        | Modifica les dades a Wikidata |
|        | Cal Seixanta                    | masia                              | Albinyana               |                      |                       | 41° 14′ 56″ N, 1° 31′ 09″ E / 41.2488983759285°N,1.51917268489125°E    |                                                      |                                        | Modifica les dades a Wikidata |
|        | Cal Sereno                      | masia                              | Albinyana               |                      |                       | 41° 15′ 27″ N, 1° 31′ 43″ E / 41.257502891864°N,1.52849166500463°E     |                                                      |                                        | Modifica les dades a Wikidata |
|        | Cal Sínio                       | masia                              | Albinyana               |                      |                       | 41° 14′ 54″ N, 1° 31′ 08″ E / 41.2482835913704°N,1.51899561272199°E    |                                                      |                                        | Modifica les dades a Wikidata |
|        | el Maset                        | masia                              | Albinyana               |                      |                       | 41° 14′ 35″ N, 1° 29′ 06″ E / 41.2430235866341°N,1.48510309437312°E    |                                                      |                                        | Modifica les dades a Wikidata |
|        | el Pujolet                      | masia                              | Albinyana               |                      |                       | 41° 14′ 34″ N, 1° 30′ 36″ E / 41.2427647751155°N,1.51013412763168°E    |                                                      |                                        | Modifica les dades a Wikidata |
|        | el Quadrell                     | masia                              | Albinyana               |                      |                       | 41° 15′ 02″ N, 1° 28′ 27″ E / 41.2505006753244°N,1.47426033677295°E    |                                                      |                                        | Modifica les dades a Wikidata |
|        | les Fontanilles                 | masia                              | Albinyana               |                      |                       | 41° 14′ 14″ N, 1° 28′ 51″ E / 41.2372739782627°N,1.4807849762446°E     |                                                      |                                        | Modifica les dades a Wikidata |
|        | Mas Albinyaneta                 | masia                              | Albinyana               |                      |                       | 41° 14′ 45″ N, 1° 29′ 43″ E / 41.2458227691887°N,1.49524225170819°E    |                                                      |                                        | Modifica les dades a Wikidata |
|        | Masia d'Escansa                 | masia                              | Albinyana               |                      |                       | 41° 14′ 19″ N, 1° 27′ 58″ E / 41.2385999231558°N,1.46598125531572°E    |                                                      |                                        | Modifica les dades a Wikidata |
|        | Masia del Perutxo               | masia                              | Albinyana               |                      |                       | 41° 14′ 23″ N, 1° 28′ 23″ E / 41.2396053395725°N,1.47317729402311°E    |                                                      |                                        | Modifica les dades a Wikidata |
|        | Cal Català                      | masia                              | Banyeres del Penedès    |                      |                       | 41° 16′ 51″ N, 1° 34′ 06″ E / 41.2809096522075°N,1.56820616010441°E    |                                                      |                                        | Modifica les dades a Wikidata |
|        | Cal Cego                        | masia                              | Banyeres del Penedès    |                      |                       | 41° 15′ 56″ N, 1° 32′ 41″ E / 41.2656913347004°N,1.54484186259446°E    |                                                      |                                        | Modifica les dades a Wikidata |
|        | Cal Dentista                    | masia                              | Banyeres del Penedès    |                      |                       | 41° 15′ 22″ N, 1° 32′ 44″ E / 41.2560985752°N,1.54556807885548°E       |                                                      |                                        | Modifica les dades a Wikidata |
|        | Cal Perot                       | masia                              | Banyeres del Penedès    |                      |                       | 41° 16′ 01″ N, 1° 31′ 38″ E / 41.2668531289506°N,1.52712371565153°E    |                                                      |                                        | Modifica les dades a Wikidata |
|        | Corral d'en Beina               | masia                              | Banyeres del Penedès    |                      |                       | 41° 16′ 36″ N, 1° 34′ 04″ E / 41.27667°N,1.56774°E                     | bé integrant del patrimoni cultural català           |                                        | Modifica les dades a Wikidata |
|        | el Molinet                      | masia                              | Banyeres del Penedès    |                      |                       | 41° 16′ 28″ N, 1° 33′ 51″ E / 41.2745730283291°N,1.56423744225831°E    |                                                      |                                        | Modifica les dades a Wikidata |
|        | la Casa Murada                  | casa forta masia                   | Banyeres del Penedès    | 141                  |                       | 41° 16′ 26″ N, 1° 31′ 43″ E / 41.273828°N,1.5286°E                     | bé d'interès cultural bé cultural d'interès nacional | La Casa Murada (Banyeres del Penedès)  | Modifica les dades a Wikidata |
|        | la Casa Roja                    | masia                              | Banyeres del Penedès    | 135                  |                       | 41° 16′ 34″ N, 1° 33′ 52″ E / 41.27604°N,1.56441°E                     | bé integrant del patrimoni cultural català           | La Casa Roja (Banyeres del Penedès)    | Modifica les dades a Wikidata |
|        | la Garita Nova                  | masia                              | Banyeres del Penedès    |                      |                       | 41° 16′ 16″ N, 1° 33′ 47″ E / 41.2712431115551°N,1.56302100577921°E    |                                                      |                                        | Modifica les dades a Wikidata |
|        | la Plana                        | masia                              | Banyeres del Penedès    |                      |                       | 41° 17′ 06″ N, 1° 34′ 32″ E / 41.2850459107137°N,1.57561499144737°E    |                                                      | La Plana (Banyeres del Penedès)        | Modifica les dades a Wikidata |
|        | Mas Canyís                      | masia                              | Banyeres del Penedès    |                      |                       | 41° 16′ 21″ N, 1° 33′ 30″ E / 41.2724°N,1.55821°E                      | bé cultural d'interès local                          | Mas Canyís (Banyeres del Penedès)      | Modifica les dades a Wikidata |
|        | Mas Jover                       | masia                              | Banyeres del Penedès    |                      |                       | 41° 15′ 52″ N, 1° 33′ 40″ E / 41.2645527408691°N,1.56103085717152°E    |                                                      |                                        | Modifica les dades a Wikidata |
|        | Mas Roig                        | masia                              | Banyeres del Penedès    |                      |                       | 41° 15′ 49″ N, 1° 33′ 33″ E / 41.2637°N,1.55903°E                      | bé integrant del patrimoni cultural català           |                                        | Modifica les dades a Wikidata |
|        | masia de la Garita Vella        | masia                              | Banyeres del Penedès    |                      |                       | 41° 16′ 07″ N, 1° 33′ 38″ E / 41.2685°N,1.56065°E                      | bé integrant del patrimoni cultural català           |                                        | Modifica les dades a Wikidata |
|        | Xalet del Freixes               | masia                              | Banyeres del Penedès    |                      |                       | 41° 16′ 02″ N, 1° 34′ 16″ E / 41.2671191691779°N,1.57109811707903°E    |                                                      |                                        | Modifica les dades a Wikidata |
|        | Mas de la Muga                  | masia                              | Bellvei                 | 150                  |                       | 41° 13′ 45″ N, 1° 33′ 53″ E / 41.229166666666664°N,1.564722222222222°E | bé d'interès cultural bé cultural d'interès nacional | Mas de la Muga                         | Modifica les dades a Wikidata |
|        | Masia de Sant Romà              | masia                              | Bellvei                 | 75                   |                       | 41° 14′ 01″ N, 1° 33′ 47″ E / 41.233604°N,1.562942°E                   |                                                      |                                        | Modifica les dades a Wikidata |
|        | Masia Furor                     | masia                              | Bellvei                 | 67                   |                       | 41° 13′ 57″ N, 1° 33′ 01″ E / 41.2324°N,1.55014°E                      |                                                      |                                        | Modifica les dades a Wikidata |
|        | Ca l'Antic                      | masia                              | Bonastre                |                      |                       | 41° 14′ 08″ N, 1° 26′ 12″ E / 41.2356303358301°N,1.4367327725131°E     |                                                      |                                        | Modifica les dades a Wikidata |
|        | Cal Lluïsot                     | masia                              | Bonastre                |                      |                       | 41° 13′ 39″ N, 1° 25′ 39″ E / 41.22745508983°N,1.4275500105881°E       |                                                      |                                        | Modifica les dades a Wikidata |
|        | Cal Puig Xic                    | masia                              | Bonastre                |                      |                       | 41° 14′ 28″ N, 1° 26′ 25″ E / 41.241140202305°N,1.4403485532359°E      |                                                      |                                        | Modifica les dades a Wikidata |
|        | Cal Setró                       | masia                              | Bonastre                |                      |                       | 41° 13′ 18″ N, 1° 28′ 10″ E / 41.221714505471°N,1.4694417120589°E      |                                                      |                                        | Modifica les dades a Wikidata |
|        | Mas de la Trunyella             | masia                              | Bonastre                |                      |                       | 41° 12′ 44″ N, 1° 24′ 34″ E / 41.2123587090692°N,1.4093751431057°E     |                                                      |                                        | Modifica les dades a Wikidata |
|        | Masia dels Plans                | masia                              | Bonastre                |                      |                       | 41° 13′ 51″ N, 1° 25′ 05″ E / 41.23092610728°N,1.417921691591°E        |                                                      |                                        | Modifica les dades a Wikidata |
|        | Ca l'Huguet                     | masia                              | Calafell                |                      |                       | 41° 13′ 26″ N, 1° 35′ 38″ E / 41.2239279902388°N,1.59375218186977°E    |                                                      |                                        | Modifica les dades a Wikidata |
|        | Cal Bolavà                      | masia                              | Calafell                |                      |                       | 41° 11′ 51″ N, 1° 34′ 18″ E / 41.197559°N,1.571555°E                   | bé cultural d'interès local                          | Cal Bolavà (Calafell)                  | Modifica les dades a Wikidata |
|        | Cal Borrell                     | masia                              | Calafell                |                      |                       | 41° 13′ 24″ N, 1° 35′ 41″ E / 41.2233447171075°N,1.5946713804595°E     |                                                      |                                        | Modifica les dades a Wikidata |
|        | Cal Joan de la Plaça            | masia                              | Calafell                |                      |                       | 41° 12′ 55″ N, 1° 34′ 25″ E / 41.2154114233835°N,1.57361983811082°E    |                                                      |                                        | Modifica les dades a Wikidata |
|        | Cal Marranet                    | masia                              | Calafell                |                      |                       | 41° 13′ 26″ N, 1° 35′ 40″ E / 41.2240000563682°N,1.59449032214655°E    |                                                      |                                        | Modifica les dades a Wikidata |
|        | Cal Pepet de l'Agneta           | masia                              | Calafell                |                      |                       | 41° 13′ 12″ N, 1° 35′ 28″ E / 41.2198971804302°N,1.59117823037117°E    |                                                      |                                        | Modifica les dades a Wikidata |
|        | Cal Seixanta                    | masia                              | Calafell                |                      |                       | 41° 13′ 27″ N, 1° 35′ 38″ E / 41.224166666667°N,1.5938888888889°E      | bé cultural d'interès local                          |                                        | Modifica les dades a Wikidata |
|        | el Vilarenc                     | jaciment arqueològic vil·la romana | Calafell                |                      |                       | 41° 11′ 30″ N, 1° 34′ 12″ E / 41.191535°N,1.569977°E                   |                                                      | El Vilarenc                            | Modifica les dades a Wikidata |
|        | les Cases de Montpaó            | masia                              | Calafell                |                      |                       | 41° 13′ 25″ N, 1° 35′ 37″ E / 41.2237°N,1.59358°E                      |                                                      |                                        | Modifica les dades a Wikidata |
|        | Mas de l'Espasa                 | masia                              | Calafell                |                      | malmès                | 41° 12′ 42″ N, 1° 35′ 13″ E / 41.2117014144593°N,1.58685718766055°E    | bé cultural d'interès local                          |                                        | Modifica les dades a Wikidata |
|        | Mas Romeu                       | masia                              | Calafell                |                      |                       | 41° 13′ 14″ N, 1° 35′ 30″ E / 41.22066°N,1.591768°E                    | bé cultural d'interès local                          | Mas Romeu (Calafell)                   | Modifica les dades a Wikidata |
|        | Mas Vilarenc                    | masia                              | Calafell                |                      |                       | 41° 11′ 33″ N, 1° 34′ 11″ E / 41.1924°N,1.56966°E                      | bé cultural d'interès local                          | Mas Vilarenc (Calafell)                | Modifica les dades a Wikidata |
|        | Masia de Cal Perotet            | masia                              | Calafell                |                      | enderrocat o destruït |                                                                        | bé integrant del patrimoni cultural català           |                                        | Modifica les dades a Wikidata |
|        | Masia de la Font                | masia                              | Calafell                |                      |                       | 41° 12′ 16″ N, 1° 33′ 45″ E / 41.204444444444°N,1.5625°E               | bé cultural d'interès local                          |                                        | Modifica les dades a Wikidata |
|        | Masia de la Graiera             | masia                              | Calafell                |                      | enderrocat o destruït |                                                                        | bé integrant del patrimoni cultural català           |                                        | Modifica les dades a Wikidata |
|        | masia de la Sínia               | masia                              | Calafell                |                      |                       | 41° 11′ 34″ N, 1° 34′ 04″ E / 41.1928°N,1.56787°E                      | bé cultural d'interès local                          | Masia de la Sínia (Calafell)           | Modifica les dades a Wikidata |
|        | Montpaó                         | masia                              | Calafell                |                      |                       | 41° 13′ 27″ N, 1° 35′ 49″ E / 41.2242740369862°N,1.59701370895776°E    |                                                      |                                        | Modifica les dades a Wikidata |
|        | Cal Pla                         | masia                              | Cunit                   |                      |                       | 41° 12′ 36″ N, 1° 37′ 47″ E / 41.21°N,1.629722°E                       | bé cultural d'interès local                          | Mas del Pla (Cunit)                    | Modifica les dades a Wikidata |
|        | Cal Santó                       | masia                              | Cunit                   |                      |                       | 41° 13′ 11″ N, 1° 38′ 00″ E / 41.219811°N,1.633345°E                   | bé cultural d'interès local                          |                                        | Modifica les dades a Wikidata |
|        | Can Nicolau                     | masia                              | Cunit                   |                      |                       | 41° 12′ 07″ N, 1° 36′ 59″ E / 41.201916°N,1.616297°E                   | bé cultural d'interès local                          |                                        | Modifica les dades a Wikidata |
|        | Can Torrents                    | masia                              | Cunit                   |                      |                       | 41° 11′ 56″ N, 1° 36′ 48″ E / 41.198787689208984°N,1.613330960273743°E |                                                      |                                        | Modifica les dades a Wikidata |
|        | el Rectoret                     | masia                              | Cunit                   |                      |                       | 41° 12′ 23″ N, 1° 36′ 55″ E / 41.206259°N,1.61528°E                    | bé cultural d'interès local                          |                                        | Modifica les dades a Wikidata |
|        | Mas de Sant Antoni              | masia                              | Cunit                   | 48                   |                       | 41° 12′ 39″ N, 1° 37′ 56″ E / 41.2109°N,1.63218°E                      | bé cultural d'interès local                          | Mas de Sant Antoni                     | Modifica les dades a Wikidata |
|        | Mas Peirot                      | masia                              | Cunit                   |                      |                       | 41° 12′ 34″ N, 1° 38′ 52″ E / 41.20944444444444°N,1.6477777777777778°E | bé cultural d'interès local                          |                                        | Modifica les dades a Wikidata |
|        | masia de Vilaseca               | masia                              | Cunit                   |                      |                       | 41° 13′ 36″ N, 1° 38′ 33″ E / 41.2267°N,1.6426°E                       | bé cultural d'interès local                          |                                        | Modifica les dades a Wikidata |
|        | masia Puigdetiula               | masia                              | Cunit                   |                      |                       | 41° 13′ 28″ N, 1° 38′ 29″ E / 41.2245°N,1.64149°E                      | bé cultural d'interès local                          |                                        | Modifica les dades a Wikidata |
|        | Masia Trenca-roques             | masia                              | Cunit                   |                      |                       | 41° 14′ 14″ N, 1° 38′ 14″ E / 41.23717°N,1.63731°E                     | bé integrant del patrimoni cultural català           |                                        | Modifica les dades a Wikidata |
|        | Ca l'Aguiló                     | masia                              | el Montmell             |                      |                       | 41° 18′ 26″ N, 1° 29′ 01″ E / 41.307299559373°N,1.48367569912835°E     |                                                      |                                        | Modifica les dades a Wikidata |
|        | Ca l'Anton de la Torre          | masia                              | el Montmell             |                      |                       | 41° 20′ 44″ N, 1° 29′ 06″ E / 41.3455702822815°N,1.48493943196545°E    |                                                      |                                        | Modifica les dades a Wikidata |
|        | Ca l'Isidro                     | masia                              | el Montmell             |                      |                       | 41° 21′ 14″ N, 1° 31′ 37″ E / 41.353924090444°N,1.52687174886874°E     |                                                      |                                        | Modifica les dades a Wikidata |
|        | Ca la Jepa                      | masia                              | el Montmell             | 418                  |                       | 41° 18′ 57″ N, 1° 27′ 03″ E / 41.3157449168325°N,1.45094818631174°E    |                                                      | Ca la Jepa (el Montmell)               | Modifica les dades a Wikidata |
|        | Ca la Marquina                  | masia                              | el Montmell             |                      |                       | 41° 20′ 08″ N, 1° 26′ 54″ E / 41.3354644225127°N,1.44846132583713°E    |                                                      |                                        | Modifica les dades a Wikidata |
|        | Ca la Rossa                     | masia                              | el Montmell             |                      |                       | 41° 19′ 39″ N, 1° 26′ 25″ E / 41.3276360685273°N,1.4403902083865°E     |                                                      |                                        | Modifica les dades a Wikidata |
|        | Cal Bei                         | masia                              | el Montmell             |                      |                       | 41° 19′ 24″ N, 1° 25′ 55″ E / 41.323334275744°N,1.43204528907408°E     |                                                      |                                        | Modifica les dades a Wikidata |
|        | Cal Boques                      | masia                              | el Montmell             |                      |                       | 41° 21′ 24″ N, 1° 29′ 59″ E / 41.3567885322595°N,1.49969418335936°E    |                                                      |                                        | Modifica les dades a Wikidata |
|        | Cal Bullanga                    | masia                              | el Montmell             |                      |                       | 41° 19′ 25″ N, 1° 27′ 27″ E / 41.3235882363574°N,1.45750134249794°E    |                                                      |                                        | Modifica les dades a Wikidata |
|        | Cal Cintet                      | masia                              | el Montmell             |                      |                       | 41° 18′ 57″ N, 1° 27′ 12″ E / 41.3159031071371°N,1.45333384996221°E    |                                                      |                                        | Modifica les dades a Wikidata |
|        | Cal Coral                       | masia                              | el Montmell             | 420                  |                       | 41° 18′ 52″ N, 1° 26′ 54″ E / 41.3144501862129°N,1.44844612781343°E    |                                                      | Cal Coral                              | Modifica les dades a Wikidata |
|        | Cal Cosme                       | masia                              | el Montmell             |                      |                       | 41° 21′ 08″ N, 1° 27′ 29″ E / 41.3521933426817°N,1.45802151360629°E    |                                                      |                                        | Modifica les dades a Wikidata |
|        | Cal Ferrer                      | masia                              | el Montmell             |                      |                       | 41° 21′ 05″ N, 1° 31′ 50″ E / 41.3512766087536°N,1.53044579578833°E    |                                                      |                                        | Modifica les dades a Wikidata |
|        | Cal Fuster Ponç                 | masia                              | el Montmell             |                      |                       | 41° 21′ 08″ N, 1° 30′ 54″ E / 41.352160333081°N,1.51508928126647°E     |                                                      |                                        | Modifica les dades a Wikidata |
|        | Cal Garrigó                     | masia                              | el Montmell             |                      |                       | 41° 19′ 41″ N, 1° 25′ 18″ E / 41.3281090560926°N,1.4215707844054°E     |                                                      |                                        | Modifica les dades a Wikidata |
|        | Cal Gat                         | masia                              | el Montmell             |                      |                       | 41° 20′ 30″ N, 1° 31′ 21″ E / 41.3417273823604°N,1.52259305419257°E    |                                                      |                                        | Modifica les dades a Wikidata |
|        | Cal Governador                  | masia                              | el Montmell             |                      |                       | 41° 21′ 13″ N, 1° 31′ 30″ E / 41.3536943248113°N,1.52510773600319°E    |                                                      |                                        | Modifica les dades a Wikidata |
|        | Cal Grasset                     | masia                              | el Montmell             |                      |                       | 41° 20′ 51″ N, 1° 29′ 11″ E / 41.3475513577663°N,1.48626807694256°E    |                                                      |                                        | Modifica les dades a Wikidata |
|        | Cal Gravat                      | masia                              | el Montmell             |                      |                       | 41° 20′ 23″ N, 1° 31′ 53″ E / 41.339704306837°N,1.53131554047593°E     |                                                      |                                        | Modifica les dades a Wikidata |
|        | Cal Guardiola                   | masia                              | el Montmell             |                      |                       | 41° 21′ 14″ N, 1° 31′ 14″ E / 41.3538898466869°N,1.52069227825648°E    |                                                      |                                        | Modifica les dades a Wikidata |
|        | Cal Guineu                      | masia                              | el Montmell             |                      |                       | 41° 21′ 18″ N, 1° 31′ 44″ E / 41.3550384298442°N,1.5287832102005°E     |                                                      |                                        | Modifica les dades a Wikidata |
|        | Cal Jaumet Esquerrà             | masia                              | el Montmell             |                      |                       | 41° 20′ 43″ N, 1° 31′ 57″ E / 41.3453322468042°N,1.53259945292951°E    |                                                      | Cal Jaumet Esquerrà                    | Modifica les dades a Wikidata |
|        | Cal Jepet                       | masia                              | el Montmell             |                      |                       | 41° 21′ 30″ N, 1° 30′ 46″ E / 41.3583535248359°N,1.51270098117592°E    |                                                      |                                        | Modifica les dades a Wikidata |
|        | Cal Jepet Bover                 | masia                              | el Montmell             |                      |                       | 41° 21′ 29″ N, 1° 32′ 51″ E / 41.3581677922922°N,1.5475176917304°E     |                                                      |                                        | Modifica les dades a Wikidata |
|        | Cal Jepot                       | masia                              | el Montmell             |                      |                       | 41° 20′ 25″ N, 1° 29′ 02″ E / 41.3402322299774°N,1.48382022114408°E    |                                                      |                                        | Modifica les dades a Wikidata |
|        | Cal Joan de la Torre            | masia                              | el Montmell             |                      |                       | 41° 20′ 52″ N, 1° 29′ 27″ E / 41.3476667544397°N,1.49093898129107°E    |                                                      |                                        | Modifica les dades a Wikidata |
|        | Cal Llenes                      | masia                              | el Montmell             |                      |                       | 41° 20′ 42″ N, 1° 27′ 32″ E / 41.345019016896°N,1.45902748415669°E     |                                                      |                                        | Modifica les dades a Wikidata |
|        | Cal Maginet                     | masia                              | el Montmell             |                      |                       | 41° 20′ 17″ N, 1° 26′ 57″ E / 41.338166563147°N,1.44912620353397°E     |                                                      |                                        | Modifica les dades a Wikidata |
|        | Cal Maginot                     | masia                              | el Montmell             |                      |                       | 41° 19′ 32″ N, 1° 26′ 08″ E / 41.3255445795954°N,1.43561277693427°E    |                                                      |                                        | Modifica les dades a Wikidata |
|        | Cal Magí Pono                   | masia                              | el Montmell             |                      |                       | 41° 21′ 06″ N, 1° 31′ 01″ E / 41.3516431721758°N,1.51689408031875°E    |                                                      |                                        | Modifica les dades a Wikidata |
|        | Cal Magí Vidal                  | masia                              | el Montmell             |                      |                       | 41° 20′ 25″ N, 1° 27′ 54″ E / 41.340370731062°N,1.46505309219782°E     |                                                      |                                        | Modifica les dades a Wikidata |
|        | Cal Marian                      | masia                              | el Montmell             |                      |                       | 41° 20′ 47″ N, 1° 28′ 27″ E / 41.3464739730334°N,1.47425670700921°E    |                                                      |                                        | Modifica les dades a Wikidata |
|        | Cal Meliton                     | masia                              | el Montmell             |                      |                       | 41° 19′ 32″ N, 1° 26′ 18″ E / 41.3254753019519°N,1.43847019444765°E    |                                                      |                                        | Modifica les dades a Wikidata |
|        | Cal Merlès                      | masia                              | el Montmell             |                      |                       | 41° 19′ 42″ N, 1° 26′ 23″ E / 41.3283746876289°N,1.43972732709773°E    |                                                      |                                        | Modifica les dades a Wikidata |
|        | Cal Merlès Vell                 | masia                              | el Montmell             |                      |                       | 41° 19′ 29″ N, 1° 26′ 26″ E / 41.324584877509°N,1.44055856944441°E     |                                                      |                                        | Modifica les dades a Wikidata |
|        | Cal Miquel                      | masia                              | el Montmell             |                      |                       | 41° 21′ 24″ N, 1° 31′ 54″ E / 41.3566953063333°N,1.53156717084365°E    |                                                      |                                        | Modifica les dades a Wikidata |
|        | Cal Mossèn Joan                 | masia                              | el Montmell             |                      |                       | 41° 21′ 42″ N, 1° 33′ 21″ E / 41.3616146303962°N,1.55586965201681°E    |                                                      |                                        | Modifica les dades a Wikidata |
|        | Cal Parent                      | masia                              | el Montmell             |                      |                       | 41° 21′ 07″ N, 1° 27′ 45″ E / 41.3520812672419°N,1.46243506384166°E    |                                                      |                                        | Modifica les dades a Wikidata |
|        | Cal Pau del Corral              | masia                              | el Montmell             |                      |                       | 41° 18′ 31″ N, 1° 26′ 57″ E / 41.3086852608459°N,1.44909650608423°E    |                                                      |                                        | Modifica les dades a Wikidata |
|        | Cal Pep Mosso                   | masia                              | el Montmell             |                      |                       | 41° 19′ 37″ N, 1° 25′ 16″ E / 41.3269154087062°N,1.42122917866935°E    |                                                      |                                        | Modifica les dades a Wikidata |
|        | Cal Pepus                       | masia                              | el Montmell             |                      |                       | 41° 21′ 05″ N, 1° 31′ 20″ E / 41.3512986048892°N,1.52231686975955°E    |                                                      |                                        | Modifica les dades a Wikidata |
|        | Cal Po                          | masia                              | el Montmell             |                      |                       | 41° 21′ 22″ N, 1° 31′ 35″ E / 41.3561595265906°N,1.52629534065632°E    |                                                      |                                        | Modifica les dades a Wikidata |
|        | Cal Ponç                        | masia                              | el Montmell             |                      |                       | 41° 21′ 34″ N, 1° 32′ 18″ E / 41.359397°N,1.538231°E                   | bé integrant del patrimoni cultural català           |                                        | Modifica les dades a Wikidata |
|        | Cal Puig                        | masia                              | el Montmell             |                      |                       | 41° 19′ 40″ N, 1° 26′ 14″ E / 41.3276658061719°N,1.43727076072762°E    |                                                      |                                        | Modifica les dades a Wikidata |
|        | Cal Puntarrí                    | masia                              | el Montmell             |                      |                       | 41° 21′ 02″ N, 1° 31′ 30″ E / 41.3504306420611°N,1.52487062442758°E    |                                                      |                                        | Modifica les dades a Wikidata |
|        | Cal Rei                         | masia                              | el Montmell             |                      |                       | 41° 19′ 34″ N, 1° 24′ 43″ E / 41.3261303865296°N,1.41196384353538°E    |                                                      |                                        | Modifica les dades a Wikidata |
|        | Cal Ros                         | masia                              | el Montmell             |                      |                       | 41° 19′ 38″ N, 1° 25′ 22″ E / 41.3271275943439°N,1.42290887549687°E    |                                                      |                                        | Modifica les dades a Wikidata |
|        | Cal Saumell                     | masia                              | el Montmell             |                      |                       | 41° 20′ 33″ N, 1° 28′ 21″ E / 41.342454017959°N,1.4725932545605°E      |                                                      |                                        | Modifica les dades a Wikidata |
|        | Cal Segalar                     | masia                              | el Montmell             |                      |                       | 41° 20′ 41″ N, 1° 28′ 18″ E / 41.3447381904777°N,1.47173943484092°E    |                                                      |                                        | Modifica les dades a Wikidata |
|        | Cal Segura                      | masia                              | el Montmell             |                      |                       | 41° 22′ 06″ N, 1° 31′ 47″ E / 41.368226663959°N,1.529610019604°E       |                                                      |                                        | Modifica les dades a Wikidata |
|        | Cal Senalló                     | masia                              | el Montmell             |                      |                       | 41° 20′ 33″ N, 1° 31′ 19″ E / 41.3424020722664°N,1.52182482960811°E    |                                                      |                                        | Modifica les dades a Wikidata |
|        | Cal Sumoi de Baix               | masia                              | el Montmell             |                      |                       | 41° 20′ 17″ N, 1° 31′ 27″ E / 41.3380639282979°N,1.52419365767639°E    |                                                      |                                        | Modifica les dades a Wikidata |
|        | Cal Sumoi de Dalt               | masia                              | el Montmell             |                      |                       | 41° 20′ 18″ N, 1° 31′ 31″ E / 41.3382851288288°N,1.52528817306007°E    |                                                      |                                        | Modifica les dades a Wikidata |
|        | Cal Tico de Baix                | masia                              | el Montmell             |                      |                       | 41° 22′ 02″ N, 1° 32′ 21″ E / 41.3673382752287°N,1.53906371799544°E    |                                                      |                                        | Modifica les dades a Wikidata |
|        | Cal Tico de Dalt                | masia                              | el Montmell             |                      |                       | 41° 22′ 14″ N, 1° 32′ 06″ E / 41.3705754499106°N,1.53509326527532°E    |                                                      |                                        | Modifica les dades a Wikidata |
|        | Cal Xuec                        | masia                              | el Montmell             |                      |                       | 41° 20′ 44″ N, 1° 31′ 22″ E / 41.3454243713977°N,1.52290390578437°E    |                                                      |                                        | Modifica les dades a Wikidata |
|        | Can Caterí Nou                  | masia                              | el Montmell             |                      |                       | 41° 21′ 37″ N, 1° 32′ 44″ E / 41.3603856732548°N,1.54554357406007°E    |                                                      |                                        | Modifica les dades a Wikidata |
|        | Can Caterí Vell                 | masia                              | el Montmell             |                      |                       | 41° 21′ 40″ N, 1° 32′ 43″ E / 41.3610581597781°N,1.54530144603908°E    |                                                      |                                        | Modifica les dades a Wikidata |
|        | Can Colet                       | masia                              | el Montmell             |                      |                       | 41° 21′ 58″ N, 1° 32′ 00″ E / 41.3660940591113°N,1.53330470981994°E    |                                                      |                                        | Modifica les dades a Wikidata |
|        | Can Creta                       | masia                              | el Montmell             |                      |                       | 41° 20′ 32″ N, 1° 31′ 34″ E / 41.3421243799136°N,1.52615769629053°E    |                                                      |                                        | Modifica les dades a Wikidata |
|        | Can Soques                      | masia                              | el Montmell             |                      |                       | 41° 20′ 35″ N, 1° 29′ 27″ E / 41.3430548493939°N,1.4909259608446°E     |                                                      |                                        | Modifica les dades a Wikidata |
|        | Caseta del Pastor               | masia                              | el Montmell             | 536                  |                       | 41° 20′ 34″ N, 1° 31′ 59″ E / 41.3426534049583°N,1.53301816319029°E    |                                                      | Caseta del Pastor                      | Modifica les dades a Wikidata |
|        | Claravalls                      | masia                              | el Montmell             |                      |                       | 41° 20′ 43″ N, 1° 29′ 41″ E / 41.3454093216813°N,1.49463661850315°E    |                                                      |                                        | Modifica les dades a Wikidata |
|        | el Codony                       | masia                              | el Montmell             |                      |                       | 41° 20′ 29″ N, 1° 27′ 12″ E / 41.3414842109789°N,1.45336205089956°E    |                                                      |                                        | Modifica les dades a Wikidata |
|        | els Carbonells                  | masia                              | el Montmell             |                      |                       | 41° 19′ 21″ N, 1° 24′ 29″ E / 41.3225384090176°N,1.40819179160312°E    |                                                      |                                        | Modifica les dades a Wikidata |
|        | la Marquina                     | masia                              | el Montmell             |                      |                       | 41° 20′ 05″ N, 1° 26′ 55″ E / 41.334672196051°N,1.44849207965134°E     |                                                      |                                        | Modifica les dades a Wikidata |
|        | la Masia Nova                   | masia                              | el Montmell             |                      |                       | 41° 19′ 21″ N, 1° 27′ 09″ E / 41.3224599638234°N,1.45262917215194°E    |                                                      |                                        | Modifica les dades a Wikidata |
|        | la Masieta                      | masia                              | el Montmell             |                      |                       | 41° 20′ 52″ N, 1° 27′ 43″ E / 41.3478879748796°N,1.46206758004965°E    |                                                      |                                        | Modifica les dades a Wikidata |
|        | la Moja                         | masia                              | el Montmell             | 530                  |                       | 41° 20′ 35″ N, 1° 31′ 56″ E / 41.3430023187984°N,1.53212587857117°E    |                                                      | La Moja                                | Modifica les dades a Wikidata |
|        | les Cases Noves de les Ventoses | masia                              | el Montmell             |                      |                       | 41° 20′ 05″ N, 1° 31′ 59″ E / 41.334719154707°N,1.5331125725015°E      |                                                      |                                        | Modifica les dades a Wikidata |
|        | les Eres                        | masia                              | el Montmell             |                      |                       | 41° 22′ 03″ N, 1° 33′ 13″ E / 41.367368684043°N,1.55359022402145°E     |                                                      |                                        | Modifica les dades a Wikidata |
|        | les Ventoses                    | masia                              | el Montmell             |                      |                       | 41° 19′ 59″ N, 1° 32′ 16″ E / 41.3331196032625°N,1.53765370982701°E    |                                                      |                                        | Modifica les dades a Wikidata |
|        | les Ventoses                    | masia                              | el Montmell             |                      |                       | 41° 20′ 10″ N, 1° 32′ 27″ E / 41.336134159298°N,1.5408597616292°E      |                                                      |                                        | Modifica les dades a Wikidata |
|        | Mas Bartomeu                    | masia                              | el Montmell             |                      |                       | 41° 19′ 18″ N, 1° 29′ 46″ E / 41.3215408292934°N,1.49608224480204°E    |                                                      |                                        | Modifica les dades a Wikidata |
|        | Mas Campanera                   | masia                              | el Montmell             |                      |                       | 41° 19′ 36″ N, 1° 27′ 57″ E / 41.3265365832152°N,1.46580804307655°E    |                                                      |                                        | Modifica les dades a Wikidata |
|        | Mas Cosmet                      | masia                              | el Montmell             |                      |                       | 41° 18′ 14″ N, 1° 26′ 07″ E / 41.3038149737285°N,1.43532009215563°E    |                                                      |                                        | Modifica les dades a Wikidata |
|        | Mas de Sant Marc                | masia                              | el Montmell             |                      |                       | 41° 20′ 41″ N, 1° 28′ 36″ E / 41.34463119506836°N,1.476544976234436°E  |                                                      |                                        | Modifica les dades a Wikidata |
|        | Mas del Coll d'Olivera          | masia                              | el Montmell             |                      |                       | 41° 20′ 27″ N, 1° 26′ 28″ E / 41.3408957453826°N,1.44112557129468°E    |                                                      |                                        | Modifica les dades a Wikidata |
|        | Mas Garriga                     | masia                              | el Montmell             |                      |                       | 41° 18′ 34″ N, 1° 26′ 35″ E / 41.3094689023298°N,1.44309305081814°E    |                                                      |                                        | Modifica les dades a Wikidata |
|        | Mas Mateu                       | masia                              | el Montmell             |                      |                       | 41° 17′ 19″ N, 1° 24′ 54″ E / 41.2885405609413°N,1.41506126835362°E    |                                                      |                                        | Modifica les dades a Wikidata |
|        | Mas Miquel                      | masia                              | el Montmell             |                      |                       | 41° 18′ 22″ N, 1° 26′ 25″ E / 41.3059905691542°N,1.44032090255193°E    |                                                      | Mas Miquel (el Montmell)               | Modifica les dades a Wikidata |
|        | Mas Murat                       | masia                              | el Montmell             |                      |                       | 41° 18′ 35″ N, 1° 26′ 32″ E / 41.3095929797428°N,1.44227777788196°E    |                                                      |                                        | Modifica les dades a Wikidata |
|        | Mas Solà                        | masia                              | el Montmell             |                      |                       | 41° 21′ 09″ N, 1° 27′ 58″ E / 41.3525259502753°N,1.46605853990888°E    |                                                      |                                        | Modifica les dades a Wikidata |
|        | Masia Nova                      | masia                              | el Montmell             |                      |                       | 41° 19′ 21″ N, 1° 27′ 09″ E / 41.3224599638234°N,1.45262917215194°E    |                                                      |                                        | Modifica les dades a Wikidata |
|        | Masia Ventosa                   | masia                              | el Montmell             |                      |                       | 41° 19′ 10″ N, 1° 25′ 53″ E / 41.3193517984067°N,1.43129248023091°E    |                                                      |                                        | Modifica les dades a Wikidata |
|        | Masies de Sansuies              | masia                              | el Montmell             |                      |                       | 41° 18′ 28″ N, 1° 29′ 02″ E / 41.3077181759149°N,1.48400047445165°E    |                                                      |                                        | Modifica les dades a Wikidata |
|        | Papiol                          | masia                              | el Montmell             |                      |                       | 41° 18′ 28″ N, 1° 28′ 59″ E / 41.3078488736294°N,1.48298207036812°E    |                                                      |                                        | Modifica les dades a Wikidata |
|        | Puigsadoll                      | masia                              | el Montmell             |                      |                       | 41° 20′ 04″ N, 1° 25′ 49″ E / 41.3343815552856°N,1.43038214440407°E    |                                                      |                                        | Modifica les dades a Wikidata |
|        | Torrossolla                     | masia                              | el Montmell             | 356                  |                       | 41° 20′ 14″ N, 1° 27′ 14″ E / 41.3371424618635°N,1.45401453132743°E    |                                                      | Torrossolla                            | Modifica les dades a Wikidata |
|        | Vallflor                        | masia                              | el Montmell             | 551                  |                       | 41° 20′ 31″ N, 1° 29′ 12″ E / 41.3420789498792°N,1.48657411394758°E    |                                                      | Vallflor                               | Modifica les dades a Wikidata |
|        | Cal Bon Home                    | masia                              | el Vendrell             |                      |                       | 41° 11′ 16″ N, 1° 31′ 31″ E / 41.1878079784194°N,1.52536741706007°E    |                                                      |                                        | Modifica les dades a Wikidata |
|        | Cal Francisquet                 | masia                              | el Vendrell             |                      |                       | 41° 12′ 10″ N, 1° 30′ 51″ E / 41.2028857516534°N,1.51409232534511°E    |                                                      |                                        | Modifica les dades a Wikidata |
|        | cal Palau                       | masia                              | el Vendrell             |                      |                       | 41° 13′ 17″ N, 1° 32′ 08″ E / 41.2214°N,1.53567°E                      | bé integrant del patrimoni cultural català           | Cal Palau (el Vendrell)                | Modifica les dades a Wikidata |
|        | Cal Rabassó                     | masia                              | el Vendrell             |                      |                       | 41° 12′ 44″ N, 1° 30′ 02″ E / 41.212217377716°N,1.5006760907914°E      |                                                      |                                        | Modifica les dades a Wikidata |
|        | Cal Sardineta                   | masia                              | el Vendrell             |                      |                       | 41° 12′ 30″ N, 1° 28′ 57″ E / 41.2084716160117°N,1.4824176830389°E     |                                                      |                                        | Modifica les dades a Wikidata |
|        | Canyamars                       | masia                              | el Vendrell             |                      |                       | 41° 13′ 09″ N, 1° 32′ 36″ E / 41.2192844873803°N,1.54338980081128°E    |                                                      |                                        | Modifica les dades a Wikidata |
|        | Corral del Carol                | masia                              | el Vendrell             | 60                   |                       | 41° 12′ 07″ N, 1° 30′ 55″ E / 41.2018644937092°N,1.51522457757795°E    |                                                      |                                        | Modifica les dades a Wikidata |
|        | el Molí de Vent                 | masia                              | el Vendrell             |                      |                       | 41° 13′ 09″ N, 1° 32′ 43″ E / 41.2192896990117°N,1.54522682864889°E    |                                                      |                                        | Modifica les dades a Wikidata |
|        | els Hostalets                   | masia                              | el Vendrell             |                      |                       | 41° 11′ 21″ N, 1° 29′ 12″ E / 41.1891426242414°N,1.48660832048936°E    |                                                      |                                        | Modifica les dades a Wikidata |
|        | les Coves                       | masia                              | el Vendrell             |                      |                       | 41° 12′ 04″ N, 1° 31′ 38″ E / 41.2010736317114°N,1.52728789349108°E    |                                                      |                                        | Modifica les dades a Wikidata |
|        | Mas Bartomeu                    | masia                              | el Vendrell             |                      |                       | 41° 12′ 14″ N, 1° 32′ 40″ E / 41.2038589790155°N,1.54444757935392°E    |                                                      |                                        | Modifica les dades a Wikidata |
|        | Mas Borràs                      | masia                              | el Vendrell             |                      |                       | 41° 12′ 27″ N, 1° 29′ 51″ E / 41.2076234847401°N,1.49741802743779°E    |                                                      |                                        | Modifica les dades a Wikidata |
|        | Mas Canaletes                   | masia                              | el Vendrell             |                      |                       | 41° 11′ 42″ N, 1° 29′ 43″ E / 41.1950579542178°N,1.49534430312749°E    |                                                      |                                        | Modifica les dades a Wikidata |
|        | Mas d'en Gual                   | masia                              | el Vendrell             |                      |                       | 41° 13′ 08″ N, 1° 31′ 03″ E / 41.218952471391°N,1.51737907744188°E     |                                                      |                                        | Modifica les dades a Wikidata |
|        | Mas de l'Astor                  | masia                              | el Vendrell             |                      |                       | 41° 11′ 27″ N, 1° 29′ 27″ E / 41.1909086101023°N,1.49076499998474°E    |                                                      |                                        | Modifica les dades a Wikidata |
|        | Mas del Bassa                   | masia                              | el Vendrell             |                      |                       | 41° 12′ 00″ N, 1° 32′ 22″ E / 41.2000847520381°N,1.53946266475459°E    |                                                      |                                        | Modifica les dades a Wikidata |
|        | Mas del Bombo                   | masia torrassa                     | el Vendrell             | 60                   |                       | 41° 13′ 09″ N, 1° 32′ 42″ E / 41.2193°N,1.54487°E                      | bé d'interès cultural bé cultural d'interès nacional | Mas del Bombo (el Vendrell)            | Modifica les dades a Wikidata |
|        | Mas Miró                        | masia                              | el Vendrell             |                      |                       | 41° 11′ 53″ N, 1° 29′ 58″ E / 41.1980557418103°N,1.49935419572215°E    |                                                      |                                        | Modifica les dades a Wikidata |
|        | Mas Solà                        | masia                              | el Vendrell             |                      |                       | 41° 10′ 59″ N, 1° 31′ 02″ E / 41.1829923156137°N,1.51721290716665°E    |                                                      |                                        | Modifica les dades a Wikidata |
|        | Masia Bonavista                 | masia                              | el Vendrell             |                      |                       | 41° 11′ 22″ N, 1° 33′ 53″ E / 41.1893320568119°N,1.56471838537747°E    |                                                      |                                        | Modifica les dades a Wikidata |
|        | Masia Català                    | masia                              | el Vendrell             |                      |                       | 41° 11′ 42″ N, 1° 32′ 40″ E / 41.1949220870701°N,1.54433555071668°E    |                                                      |                                        | Modifica les dades a Wikidata |
|        | Masia de l'Andorrà              | masia                              | el Vendrell             |                      |                       | 41° 12′ 12″ N, 1° 30′ 00″ E / 41.2033248156201°N,1.5000209601527°E     |                                                      |                                        | Modifica les dades a Wikidata |
|        | Masia de la Marquesa            | masia                              | el Vendrell             |                      |                       | 41° 11′ 53″ N, 1° 32′ 45″ E / 41.1979221817887°N,1.54580747556951°E    |                                                      |                                        | Modifica les dades a Wikidata |
|        | Masia de Socies                 | masia                              | el Vendrell             |                      |                       | 41° 11′ 07″ N, 1° 31′ 49″ E / 41.1852494070271°N,1.53026569256882°E    |                                                      |                                        | Modifica les dades a Wikidata |
|        | Masia del Badeixo               | masia                              | el Vendrell             |                      |                       | 41° 12′ 17″ N, 1° 33′ 08″ E / 41.204695705038°N,1.55222919666052°E     |                                                      |                                        | Modifica les dades a Wikidata |
|        | Masia del Candeles              | masia                              | el Vendrell             |                      |                       | 41° 12′ 52″ N, 1° 30′ 40″ E / 41.2143138302059°N,1.51111397962717°E    |                                                      |                                        | Modifica les dades a Wikidata |
|        | Masia del Fonts                 | masia                              | el Vendrell             |                      |                       | 41° 11′ 49″ N, 1° 31′ 50″ E / 41.1970518512797°N,1.53046675307903°E    |                                                      |                                        | Modifica les dades a Wikidata |
|        | Masia del Gerrer                | masia                              | el Vendrell             |                      |                       | 41° 12′ 57″ N, 1° 30′ 19″ E / 41.2158591422864°N,1.50524572253245°E    |                                                      |                                        | Modifica les dades a Wikidata |
|        | Masia del Manso                 | masia                              | el Vendrell             |                      |                       | 41° 13′ 36″ N, 1° 30′ 35″ E / 41.2267905860974°N,1.50982873759389°E    |                                                      |                                        | Modifica les dades a Wikidata |
|        | Masia Rabassó                   | masia                              | el Vendrell             |                      |                       | 41° 12′ 00″ N, 1° 32′ 43″ E / 41.1999161756629°N,1.54535784766599°E    |                                                      |                                        | Modifica les dades a Wikidata |
|        | Masia Vallflor                  | masia                              | el Vendrell             |                      |                       | 41° 11′ 58″ N, 1° 32′ 10″ E / 41.1994037624561°N,1.53619818873324°E    |                                                      |                                        | Modifica les dades a Wikidata |
|        | Cal Cabra                       | masia                              | l'Arboç                 |                      |                       | 41° 17′ 18″ N, 1° 37′ 14″ E / 41.2882064497867°N,1.62063958707881°E    |                                                      |                                        | Modifica les dades a Wikidata |
|        | Cal Cateri                      | masia                              | l'Arboç                 |                      |                       | 41° 17′ 14″ N, 1° 37′ 20″ E / 41.2872243214735°N,1.62211719054839°E    |                                                      |                                        | Modifica les dades a Wikidata |
|        | Cal Joan de Puigverdí           | masia                              | l'Arboç                 |                      |                       | 41° 17′ 18″ N, 1° 37′ 43″ E / 41.2882844509952°N,1.62867499422743°E    |                                                      |                                        | Modifica les dades a Wikidata |
|        | Cal Joan Xic                    | masia                              | l'Arboç                 |                      |                       | 41° 17′ 31″ N, 1° 37′ 02″ E / 41.2920021050766°N,1.61717981144062°E    |                                                      |                                        | Modifica les dades a Wikidata |
|        | Cal Júlio                       | masia                              | l'Arboç                 |                      |                       | 41° 16′ 25″ N, 1° 35′ 22″ E / 41.2735590731602°N,1.58932047970515°E    |                                                      |                                        | Modifica les dades a Wikidata |
|        | Cal Pardes                      | masia                              | l'Arboç                 |                      |                       | 41° 18′ 43″ N, 1° 38′ 01″ E / 41.311844610127°N,1.6337005462146°E      |                                                      |                                        | Modifica les dades a Wikidata |
|        | Cal Pinyol                      | masia                              | l'Arboç                 |                      |                       | 41° 15′ 49″ N, 1° 36′ 14″ E / 41.2637120192305°N,1.60394117185221°E    |                                                      |                                        | Modifica les dades a Wikidata |
|        | Cal Pujol                       | masia                              | l'Arboç                 |                      |                       | 41° 17′ 17″ N, 1° 37′ 40″ E / 41.2881657167225°N,1.62778182285311°E    |                                                      |                                        | Modifica les dades a Wikidata |
|        | Cal Salvet                      | masia                              | l'Arboç                 |                      |                       | 41° 16′ 18″ N, 1° 34′ 57″ E / 41.2715929938319°N,1.58252173340013°E    |                                                      |                                        | Modifica les dades a Wikidata |
|        | Cal Sever                       | masia                              | l'Arboç                 |                      |                       | 41° 17′ 11″ N, 1° 37′ 13″ E / 41.2863367984017°N,1.62021324057842°E    |                                                      |                                        | Modifica les dades a Wikidata |
|        | Cal Sisco Riera                 | masia                              | l'Arboç                 |                      |                       | 41° 17′ 25″ N, 1° 37′ 19″ E / 41.2902403406549°N,1.6219940110301°E     |                                                      |                                        | Modifica les dades a Wikidata |
|        | Cal Teclo                       | edifici masia                      | l'Arboç                 |                      |                       | 41° 15′ 39″ N, 1° 36′ 19″ E / 41.2609264630056°N,1.6052419656456°E     |                                                      |                                        | Modifica les dades a Wikidata |
|        | cal Totosaus                    | masia                              | l'Arboç                 | 149                  |                       | 41° 17′ 12″ N, 1° 37′ 36″ E / 41.2867°N,1.62674°E                      | bé integrant del patrimoni cultural català           | Cal Totosaus (l'Arboç)                 | Modifica les dades a Wikidata |
|        | Cal Vilanova                    | masia                              | l'Arboç                 |                      |                       | 41° 17′ 27″ N, 1° 37′ 19″ E / 41.2907341956253°N,1.62186419159476°E    |                                                      |                                        | Modifica les dades a Wikidata |
|        | Cal Xicarrot                    | masia                              | l'Arboç                 |                      |                       | 41° 16′ 47″ N, 1° 36′ 42″ E / 41.2796399387553°N,1.61161384344819°E    |                                                      |                                        | Modifica les dades a Wikidata |
|        | Casa Gran del Papiol            | masia                              | l'Arboç                 | 166                  |                       | 41° 17′ 01″ N, 1° 36′ 12″ E / 41.2836°N,1.60341°E                      | bé integrant del patrimoni cultural català           | Casa Gran del Papiol (l'Arboç)         | Modifica les dades a Wikidata |
|        | Caseta del Vermell              | masia                              | l'Arboç                 |                      |                       | 41° 17′ 37″ N, 1° 37′ 35″ E / 41.2937439841658°N,1.62649448272156°E    |                                                      |                                        | Modifica les dades a Wikidata |
|        | el Sui                          | masia                              | l'Arboç                 |                      |                       | 41° 15′ 58″ N, 1° 35′ 39″ E / 41.2661608291257°N,1.59421916505393°E    |                                                      |                                        | Modifica les dades a Wikidata |
|        | Mas Blanc                       | masia                              | l'Arboç                 |                      |                       | 41° 16′ 28″ N, 1° 35′ 56″ E / 41.2743605291024°N,1.59889069294562°E    |                                                      |                                        | Modifica les dades a Wikidata |
|        | Mas Soler                       | masia                              | l'Arboç                 |                      |                       | 41° 15′ 44″ N, 1° 36′ 23″ E / 41.2623269886009°N,1.60634621279301°E    |                                                      |                                        | Modifica les dades a Wikidata |
|        | Xalet de l'Alemany              | masia                              | l'Arboç                 |                      |                       | 41° 16′ 13″ N, 1° 36′ 39″ E / 41.2703978444136°N,1.61083071180843°E    |                                                      |                                        | Modifica les dades a Wikidata |
|        | Xalet del Sadurní               | masia                              | l'Arboç                 |                      |                       | 41° 16′ 08″ N, 1° 36′ 34″ E / 41.2688039265442°N,1.60937218362163°E    |                                                      |                                        | Modifica les dades a Wikidata |
|        | Ca l'Alegret                    | masia                              | la Bisbal del Penedès   |                      |                       | 41° 17′ 02″ N, 1° 31′ 08″ E / 41.2839°N,1.51878°E                      | bé integrant del patrimoni cultural català           | Ca l'Alegret (la Bisbal del Penedès)   | Modifica les dades a Wikidata |
|        | Ca l'Arbocet                    | masia                              | la Bisbal del Penedès   |                      |                       | 41° 16′ 19″ N, 1° 27′ 26″ E / 41.2718185679217°N,1.45716876595513°E    |                                                      |                                        | Modifica les dades a Wikidata |
|        | Ca la Jana                      | masia                              | la Bisbal del Penedès   |                      |                       | 41° 16′ 35″ N, 1° 27′ 58″ E / 41.2764157050789°N,1.46618253818479°E    |                                                      |                                        | Modifica les dades a Wikidata |
|        | Cal Figuerola                   | masia                              | la Bisbal del Penedès   |                      |                       | 41° 16′ 23″ N, 1° 28′ 14″ E / 41.273072123332°N,1.4706302800646°E      |                                                      |                                        | Modifica les dades a Wikidata |
|        | Cal Llac                        | masia                              | la Bisbal del Penedès   |                      |                       | 41° 15′ 56″ N, 1° 27′ 48″ E / 41.2654244354927°N,1.46331211366705°E    |                                                      |                                        | Modifica les dades a Wikidata |
|        | Cal Llagostera                  | masia                              | la Bisbal del Penedès   |                      |                       | 41° 16′ 23″ N, 1° 27′ 50″ E / 41.2729544038426°N,1.4639712481759°E     |                                                      |                                        | Modifica les dades a Wikidata |
|        | Cal Mariano                     | masia                              | la Bisbal del Penedès   |                      |                       | 41° 16′ 57″ N, 1° 30′ 58″ E / 41.2824743237941°N,1.5160852715012°E     |                                                      |                                        | Modifica les dades a Wikidata |
|        | Cal Pros                        | masia                              | la Bisbal del Penedès   |                      |                       | 41° 16′ 08″ N, 1° 28′ 37″ E / 41.2687849999103°N,1.47692671739014°E    |                                                      |                                        | Modifica les dades a Wikidata |
|        | Cal Rotllat                     | masia                              | la Bisbal del Penedès   |                      |                       | 41° 17′ 25″ N, 1° 29′ 30″ E / 41.2903259519567°N,1.49161646305068°E    |                                                      |                                        | Modifica les dades a Wikidata |
|        | Cal Semi                        | masia                              | la Bisbal del Penedès   |                      |                       | 41° 17′ 03″ N, 1° 29′ 06″ E / 41.2842034617764°N,1.48495095786955°E    |                                                      |                                        | Modifica les dades a Wikidata |
|        | Cal Sumoi                       | masia                              | la Bisbal del Penedès   |                      |                       | 41° 16′ 58″ N, 1° 28′ 05″ E / 41.282781°N,1.46792°E                    |                                                      |                                        | Modifica les dades a Wikidata |
|        | Cal Vinella                     | masia                              | la Bisbal del Penedès   |                      |                       | 41° 17′ 17″ N, 1° 29′ 54″ E / 41.2880535280781°N,1.4983085608808°E     |                                                      |                                        | Modifica les dades a Wikidata |
|        | Can Gordei                      | masia                              | la Bisbal del Penedès   |                      |                       | 41° 15′ 48″ N, 1° 28′ 31″ E / 41.2633403552513°N,1.47525070116911°E    |                                                      |                                        | Modifica les dades a Wikidata |
|        | Can Llua                        | masia                              | la Bisbal del Penedès   |                      |                       | 41° 15′ 38″ N, 1° 28′ 30″ E / 41.2605354884411°N,1.47498171942605°E    |                                                      |                                        | Modifica les dades a Wikidata |
|        | el Mainer                       | masia                              | la Bisbal del Penedès   |                      |                       | 41° 17′ 00″ N, 1° 28′ 25″ E / 41.28323293814°N,1.47353383349888°E      |                                                      |                                        | Modifica les dades a Wikidata |
|        | el Pujolet                      | masia                              | la Bisbal del Penedès   |                      |                       | 41° 17′ 08″ N, 1° 29′ 36″ E / 41.2855825011792°N,1.49325424698749°E    |                                                      |                                        | Modifica les dades a Wikidata |
|        | Freier                          | masia                              | la Bisbal del Penedès   |                      |                       | 41° 17′ 30″ N, 1° 30′ 13″ E / 41.2917992794524°N,1.50374016696935°E    |                                                      |                                        | Modifica les dades a Wikidata |
|        | Gosc                            | masia                              | la Bisbal del Penedès   |                      |                       | 41° 16′ 15″ N, 1° 29′ 24″ E / 41.2707149746402°N,1.49009813052985°E    |                                                      |                                        | Modifica les dades a Wikidata |
|        | la Font de Freier               | masia                              | la Bisbal del Penedès   |                      |                       | 41° 17′ 12″ N, 1° 30′ 22″ E / 41.2865426687464°N,1.50610532977669°E    |                                                      |                                        | Modifica les dades a Wikidata |
|        | la Masieta                      | masia                              | la Bisbal del Penedès   |                      |                       | 41° 17′ 21″ N, 1° 30′ 04″ E / 41.2891436481883°N,1.50108997558454°E    |                                                      |                                        | Modifica les dades a Wikidata |
|        | la Plana                        | masia                              | la Bisbal del Penedès   |                      |                       | 41° 15′ 59″ N, 1° 29′ 38″ E / 41.2663315760746°N,1.49378054496213°E    |                                                      |                                        | Modifica les dades a Wikidata |
|        | Mas d'en Bosquet                | masia                              | la Bisbal del Penedès   |                      |                       | 41° 15′ 56″ N, 1° 30′ 12″ E / 41.2654912101586°N,1.50324272521103°E    |                                                      |                                        | Modifica les dades a Wikidata |
|        | Mas de les Gralles              | masia                              | la Bisbal del Penedès   |                      |                       | 41° 17′ 18″ N, 1° 30′ 56″ E / 41.2884216999234°N,1.51558029207771°E    |                                                      |                                        | Modifica les dades a Wikidata |
|        | Mas del Sol                     | masia                              | la Bisbal del Penedès   |                      |                       | 41° 17′ 05″ N, 1° 31′ 07″ E / 41.2847211768649°N,1.51849428851653°E    |                                                      |                                        | Modifica les dades a Wikidata |
|        | Mas Serè                        | masia                              | la Bisbal del Penedès   |                      |                       | 41° 16′ 47″ N, 1° 28′ 02″ E / 41.2796076758474°N,1.46711078794886°E    |                                                      |                                        | Modifica les dades a Wikidata |
|        | Mas Tarragó                     | masia                              | la Bisbal del Penedès   |                      |                       | 41° 17′ 08″ N, 1° 27′ 01″ E / 41.2855447428953°N,1.45038506096995°E    |                                                      |                                        | Modifica les dades a Wikidata |
|        | Mas Tuís                        | masia                              | la Bisbal del Penedès   |                      |                       | 41° 16′ 45″ N, 1° 28′ 52″ E / 41.2792435455946°N,1.48108954461474°E    |                                                      |                                        | Modifica les dades a Wikidata |
|        | Masia de la Costa               | masia                              | la Bisbal del Penedès   |                      |                       | 41° 17′ 54″ N, 1° 30′ 34″ E / 41.2982514560783°N,1.5095168414559°E     |                                                      |                                        | Modifica les dades a Wikidata |
|        | Masia de la Riba                | masia                              | la Bisbal del Penedès   |                      |                       | 41° 15′ 46″ N, 1° 27′ 33″ E / 41.2626929642857°N,1.45910259263343°E    |                                                      |                                        | Modifica les dades a Wikidata |
|        | Cal Figueres                    | masia                              | Llorenç del Penedès     | 176                  |                       | 41° 17′ 17″ N, 1° 32′ 12″ E / 41.287997°N,1.536717°E                   |                                                      |                                        | Modifica les dades a Wikidata |
|        | Cal Fèlix                       | masia                              | Llorenç del Penedès     |                      |                       | 41° 16′ 53″ N, 1° 33′ 20″ E / 41.2815°N,1.55564°E                      |                                                      |                                        | Modifica les dades a Wikidata |
|        | Cal Prosset                     | masia                              | Llorenç del Penedès     |                      |                       | 41° 16′ 32″ N, 1° 31′ 41″ E / 41.2755223462628°N,1.52814666897409°E    |                                                      |                                        | Modifica les dades a Wikidata |
|        | Casa el Mas                     | masia                              | Llorenç del Penedès     |                      |                       | 41° 16′ 54″ N, 1° 33′ 11″ E / 41.2816°N,1.553°E                        | bé integrant del patrimoni cultural català           | Casa el Mas (Llorenç del Penedès)      | Modifica les dades a Wikidata |
|        | Mas Gitano                      | masia                              | Llorenç del Penedès     |                      |                       | 41° 16′ 55″ N, 1° 32′ 04″ E / 41.2818370070948°N,1.53453643233266°E    |                                                      |                                        | Modifica les dades a Wikidata |
|        | masia l'Estrella                | masia                              | Llorenç del Penedès     |                      |                       | 41° 16′ 42″ N, 1° 32′ 47″ E / 41.2783°N,1.54645°E                      | bé integrant del patrimoni cultural català           | Masia l'Estrella (Llorenç del Penedès) | Modifica les dades a Wikidata |
|        | Cal Vives                       | masia                              | Masllorenç              |                      |                       | 41° 16′ 27″ N, 1° 24′ 39″ E / 41.274064563566°N,1.4109106807303°E      |                                                      |                                        | Modifica les dades a Wikidata |
|        | Mas Xamberg                     | masia                              | Masllorenç              | 287                  |                       | 41° 15′ 29″ N, 1° 26′ 30″ E / 41.258145°N,1.441805°E                   |                                                      |                                        | Modifica les dades a Wikidata |
|        | Ca l'Antic                      | masia                              | Sant Jaume dels Domenys |                      |                       | 41° 18′ 49″ N, 1° 33′ 33″ E / 41.3136092791089°N,1.55904441646596°E    |                                                      |                                        | Modifica les dades a Wikidata |
|        | Ca l'Hivern                     | masia                              | Sant Jaume dels Domenys |                      |                       | 41° 17′ 29″ N, 1° 31′ 33″ E / 41.2913562928943°N,1.52595160449604°E    |                                                      |                                        | Modifica les dades a Wikidata |
|        | Ca l'Incenser                   | masia                              | Sant Jaume dels Domenys |                      |                       | 41° 17′ 59″ N, 1° 35′ 01″ E / 41.2997545840758°N,1.58360810679867°E    |                                                      |                                        | Modifica les dades a Wikidata |
|        | Ca l'Isidret                    | masia                              | Sant Jaume dels Domenys |                      |                       | 41° 18′ 51″ N, 1° 34′ 06″ E / 41.3141836071692°N,1.56825470602105°E    |                                                      |                                        | Modifica les dades a Wikidata |
|        | Ca l'Oller                      | masia                              | Sant Jaume dels Domenys |                      |                       | 41° 17′ 48″ N, 1° 34′ 04″ E / 41.2967°N,1.56782°E                      | bé integrant del patrimoni cultural català           | Ca l'Oller (Sant Jaume dels Domenys)   | Modifica les dades a Wikidata |
|        | Ca la Cisqueta                  | masia                              | Sant Jaume dels Domenys |                      |                       | 41° 17′ 54″ N, 1° 34′ 52″ E / 41.2982569117996°N,1.58121589944506°E    |                                                      |                                        | Modifica les dades a Wikidata |
|        | Cal Cascarilla                  | masia                              | Sant Jaume dels Domenys |                      |                       | 41° 18′ 38″ N, 1° 34′ 32″ E / 41.3106717355795°N,1.57559483381052°E    |                                                      |                                        | Modifica les dades a Wikidata |
|        | Cal Fèlix                       | masia                              | Sant Jaume dels Domenys |                      |                       | 41° 18′ 19″ N, 1° 32′ 24″ E / 41.30525°N,1.540111111111111°E           |                                                      |                                        | Modifica les dades a Wikidata |
|        | Cal Ganso                       | masia                              | Sant Jaume dels Domenys |                      |                       | 41° 18′ 10″ N, 1° 34′ 58″ E / 41.3026532050952°N,1.58273313615646°E    |                                                      |                                        | Modifica les dades a Wikidata |
|        | Cal Gascó                       | masia                              | Sant Jaume dels Domenys |                      |                       | 41° 11′ 43″ N, 1° 27′ 04″ E / 41.19520148128483°N,1.4510930219108815°E |                                                      |                                        | Modifica les dades a Wikidata |
|        | Cal Jep Galets                  | masia                              | Sant Jaume dels Domenys |                      |                       | 41° 17′ 56″ N, 1° 33′ 23″ E / 41.2989564647984°N,1.55634519820828°E    |                                                      |                                        | Modifica les dades a Wikidata |
|        | Cal Jepet                       | masia                              | Sant Jaume dels Domenys |                      |                       | 41° 18′ 38″ N, 1° 34′ 23″ E / 41.3106836185919°N,1.57291863057092°E    |                                                      |                                        | Modifica les dades a Wikidata |
|        | Cal Jepillo                     | masia                              | Sant Jaume dels Domenys |                      |                       | 41° 17′ 50″ N, 1° 34′ 03″ E / 41.2972940844189°N,1.56747758445185°E    |                                                      |                                        | Modifica les dades a Wikidata |
|        | Cal Marc de la Font             | masia                              | Sant Jaume dels Domenys |                      |                       | 41° 17′ 23″ N, 1° 34′ 15″ E / 41.2896158689529°N,1.57078641697479°E    |                                                      | Cal Marc de la Font                    | Modifica les dades a Wikidata |
|        | Cal Mingo                       | masia                              | Sant Jaume dels Domenys |                      |                       | 41° 17′ 33″ N, 1° 31′ 45″ E / 41.292551521336°N,1.52925674587424°E     |                                                      |                                        | Modifica les dades a Wikidata |
|        | Cal Palau                       | masia                              | Sant Jaume dels Domenys | 202                  |                       | 41° 17′ 30″ N, 1° 31′ 37″ E / 41.29175°N,1.5269166666666667°E          | bé integrant del patrimoni cultural català           | Cal Palau (Sant Jaume dels Domenys)    | Modifica les dades a Wikidata |
|        | Cal Pau de les Viudes           | masia                              | Sant Jaume dels Domenys |                      |                       | 41° 18′ 21″ N, 1° 32′ 17″ E / 41.3057518951116°N,1.53809822305957°E    |                                                      |                                        | Modifica les dades a Wikidata |
|        | Cal Pinyol                      | masia                              | Sant Jaume dels Domenys |                      |                       | 41° 18′ 55″ N, 1° 34′ 09″ E / 41.3152309087374°N,1.56917559839338°E    |                                                      |                                        | Modifica les dades a Wikidata |
|        | Cal Pol·linari                  | masia                              | Sant Jaume dels Domenys |                      |                       | 41° 18′ 02″ N, 1° 34′ 28″ E / 41.3004343887508°N,1.57446794114265°E    |                                                      |                                        | Modifica les dades a Wikidata |
|        | Cal Porroig                     | masia                              | Sant Jaume dels Domenys |                      |                       | 41° 17′ 52″ N, 1° 33′ 16″ E / 41.2976615940038°N,1.55436719981875°E    |                                                      |                                        | Modifica les dades a Wikidata |
|        | Cal Queralt                     | masia                              | Sant Jaume dels Domenys |                      |                       | 41° 17′ 31″ N, 1° 31′ 34″ E / 41.2919883104382°N,1.52606874497345°E    |                                                      |                                        | Modifica les dades a Wikidata |
|        | Cal Sibino                      | masia                              | Sant Jaume dels Domenys |                      |                       | 41° 17′ 36″ N, 1° 35′ 09″ E / 41.293315114599°N,1.58587328875389°E     |                                                      |                                        | Modifica les dades a Wikidata |
|        | Cal Soques                      | masia                              | Sant Jaume dels Domenys |                      |                       | 41° 18′ 12″ N, 1° 34′ 11″ E / 41.3033754103924°N,1.56975733678158°E    |                                                      |                                        | Modifica les dades a Wikidata |
|        | Cal Tico                        | masia                              | Sant Jaume dels Domenys |                      |                       | 41° 17′ 55″ N, 1° 34′ 12″ E / 41.298622723074°N,1.57001646175103°E     |                                                      |                                        | Modifica les dades a Wikidata |
|        | Cal Torrell                     | masia                              | Sant Jaume dels Domenys |                      |                       | 41° 18′ 17″ N, 1° 32′ 19″ E / 41.30466666666667°N,1.5385833333333334°E |                                                      |                                        | Modifica les dades a Wikidata |
|        | Cal Trullat                     | masia                              | Sant Jaume dels Domenys |                      |                       | 41° 17′ 40″ N, 1° 35′ 10″ E / 41.2943531866965°N,1.58605390023622°E    |                                                      |                                        | Modifica les dades a Wikidata |
|        | Cal Vilanova                    | masia                              | Sant Jaume dels Domenys |                      |                       | 41° 18′ 33″ N, 1° 35′ 40″ E / 41.30919974397°N,1.59433418484555°E      |                                                      |                                        | Modifica les dades a Wikidata |
|        | Can Pau                         | masia                              | Sant Jaume dels Domenys |                      |                       | 41° 18′ 16″ N, 1° 33′ 44″ E / 41.3044°N,1.56219°E                      | bé integrant del patrimoni cultural català           | Can Pau (Sant Jaume dels Domenys)      | Modifica les dades a Wikidata |
|        | Can Pedro                       | masia                              | Sant Jaume dels Domenys |                      |                       | 41° 18′ 02″ N, 1° 32′ 05″ E / 41.3004662920981°N,1.53469272210802°E    |                                                      |                                        | Modifica les dades a Wikidata |
|        | Casa del Po                     | masia                              | Sant Jaume dels Domenys |                      |                       | 41° 17′ 31″ N, 1° 32′ 04″ E / 41.2920490991654°N,1.53435564365577°E    |                                                      |                                        | Modifica les dades a Wikidata |
|        | Castellnou de Gemenells         | masia casa forta                   | Sant Jaume dels Domenys | 220                  |                       | 41° 18′ 09″ N, 1° 32′ 27″ E / 41.3026°N,1.54087°E                      | bé d'interès cultural bé cultural d'interès nacional | Castellnou de Gemenells                | Modifica les dades a Wikidata |
|        | el Gatell                       | masia                              | Sant Jaume dels Domenys | 291                  |                       | 41° 18′ 54″ N, 1° 33′ 33″ E / 41.3151145913672°N,1.55913072924297°E    |                                                      | El Gatell                              | Modifica les dades a Wikidata |
|        | el Gatelló                      | masia                              | Sant Jaume dels Domenys |                      |                       | 41° 18′ 47″ N, 1° 33′ 13″ E / 41.3130988201553°N,1.55353632578693°E    |                                                      |                                        | Modifica les dades a Wikidata |
|        | el Pujol                        | masia                              | Sant Jaume dels Domenys |                      |                       | 41° 18′ 30″ N, 1° 32′ 35″ E / 41.3082646612273°N,1.54304733944752°E    |                                                      |                                        | Modifica les dades a Wikidata |
|        | Goncer de Baix                  | masia                              | Sant Jaume dels Domenys |                      |                       | 41° 18′ 38″ N, 1° 34′ 24″ E / 41.3104909882124°N,1.57336483945898°E    |                                                      |                                        | Modifica les dades a Wikidata |
|        | Goncer de Dalt                  | masia                              | Sant Jaume dels Domenys |                      |                       | 41° 18′ 50″ N, 1° 34′ 30″ E / 41.3138073691438°N,1.57495312000337°E    |                                                      |                                        | Modifica les dades a Wikidata |
|        | l'Alzinar                       | masia                              | Sant Jaume dels Domenys |                      |                       | 41° 18′ 59″ N, 1° 33′ 49″ E / 41.3162531073075°N,1.56374116157939°E    |                                                      |                                        | Modifica les dades a Wikidata |
|        | l'Hostal de Baix                | masia                              | Sant Jaume dels Domenys |                      |                       | 41° 17′ 52″ N, 1° 32′ 27″ E / 41.2976711208942°N,1.54084662314448°E    |                                                      |                                        | Modifica les dades a Wikidata |
|        | l'Hostal de Dalt                | masia                              | Sant Jaume dels Domenys |                      |                       | 41° 18′ 00″ N, 1° 32′ 24″ E / 41.3000368898679°N,1.53988612306735°E    |                                                      |                                        | Modifica les dades a Wikidata |
|        | l'Hostal de l'Alzinar           | masia                              | Sant Jaume dels Domenys |                      |                       | 41° 18′ 02″ N, 1° 35′ 09″ E / 41.3004934390243°N,1.58582570711321°E    |                                                      |                                        | Modifica les dades a Wikidata |
|        | la Pujada                       | masia                              | Sant Jaume dels Domenys |                      |                       | 41° 17′ 43″ N, 1° 34′ 48″ E / 41.2951610023245°N,1.57996922955417°E    |                                                      |                                        | Modifica les dades a Wikidata |
|        | la Roca                         | masia                              | Sant Jaume dels Domenys |                      |                       | 41° 17′ 25″ N, 1° 35′ 10″ E / 41.2902116052313°N,1.5862030534877°E     |                                                      |                                        | Modifica les dades a Wikidata |
|        | Lligamosques                    | masia                              | Sant Jaume dels Domenys |                      |                       | 41° 18′ 47″ N, 1° 35′ 08″ E / 41.3129202030903°N,1.58554517980815°E    |                                                      |                                        | Modifica les dades a Wikidata |
|        | Llobets                         | masia                              | Sant Jaume dels Domenys | 231                  |                       | 41° 18′ 17″ N, 1° 33′ 01″ E / 41.30463888888889°N,1.5501388888888887°E |                                                      |                                        | Modifica les dades a Wikidata |
|        | Mas de Gomila                   | masia                              | Sant Jaume dels Domenys |                      |                       | 41° 19′ 17″ N, 1° 34′ 00″ E / 41.3215°N,1.56669°E                      | bé integrant del patrimoni cultural català           | Mas de Gomila                          | Modifica les dades a Wikidata |
|        | Mas de l'Espígol                | masia                              | Sant Jaume dels Domenys |                      |                       | 41° 17′ 48″ N, 1° 33′ 40″ E / 41.2967833540357°N,1.56119446514994°E    |                                                      |                                        | Modifica les dades a Wikidata |
|        | Mas de la Saca                  | masia                              | Sant Jaume dels Domenys |                      |                       | 41° 17′ 51″ N, 1° 34′ 50″ E / 41.2975641394756°N,1.58055011903714°E    |                                                      |                                        | Modifica les dades a Wikidata |
|        | masia dels Arcs                 | masia                              | Sant Jaume dels Domenys |                      |                       | 41° 17′ 14″ N, 1° 33′ 50″ E / 41.2873°N,1.56402°E                      | bé integrant del patrimoni cultural català           | Masia dels Arcs                        | Modifica les dades a Wikidata |
|        | Masia Vallfort                  | masia casa forta                   | Sant Jaume dels Domenys | 195                  |                       | 41° 18′ 03″ N, 1° 35′ 03″ E / 41.300887°N,1.584175°E                   | bé d'interès cultural bé cultural d'interès nacional |                                        | Modifica les dades a Wikidata |
|        | Cal Mariano                     | masia                              | Santa Oliva             |                      |                       | 41° 14′ 37″ N, 1° 33′ 03″ E / 41.2436981744114°N,1.55079570595201°E    |                                                      |                                        | Modifica les dades a Wikidata |
|        | Caseta de la Guàrdia            | masia                              | Santa Oliva             |                      |                       | 41° 15′ 08″ N, 1° 32′ 42″ E / 41.2523520287309°N,1.54489925707081°E    |                                                      |                                        | Modifica les dades a Wikidata |
|        | la Masia de l'Albornar          | masia                              | Santa Oliva             |                      |                       | 41° 16′ 00″ N, 1° 31′ 30″ E / 41.2668°N,1.52504°E                      | bé cultural d'interès local                          |                                        | Modifica les dades a Wikidata |
|        | Mas Canya                       | masia edifici                      | Santa Oliva             |                      |                       | 41° 14′ 38″ N, 1° 32′ 54″ E / 41.244°N,1.54846°E                       |                                                      |                                        | Modifica les dades a Wikidata |
|        | Mas d'en Foix                   | masia                              | Santa Oliva             |                      |                       | 41° 14′ 17″ N, 1° 32′ 36″ E / 41.2380907742207°N,1.54328252471776°E    |                                                      |                                        | Modifica les dades a Wikidata |
|        | Mas Mascaró                     | masia edifici                      | Santa Oliva             |                      |                       | 41° 14′ 45″ N, 1° 33′ 03″ E / 41.2458°N,1.55096°E                      |                                                      |                                        | Modifica les dades a Wikidata |
|        | Mas Perdut                      | masia edifici                      | Santa Oliva             |                      |                       | 41° 14′ 27″ N, 1° 33′ 07″ E / 41.2407°N,1.55185°E                      |                                                      |                                        | Modifica les dades a Wikidata |
|        | Masia del Camallarg             | masia                              | Santa Oliva             |                      |                       | 41° 13′ 36″ N, 1° 32′ 02″ E / 41.2265600807013°N,1.5339699997321°E     |                                                      |                                        | Modifica les dades a Wikidata |
|        | Masia Hugué                     | masia                              | Santa Oliva             |                      |                       | 41° 15′ 08″ N, 1° 33′ 35″ E / 41.2521591475055°N,1.5596438687912°E     |                                                      |                                        | Modifica les dades a Wikidata |
|        | Masia Miret                     | masia                              | Santa Oliva             |                      |                       | 41° 15′ 07″ N, 1° 32′ 48″ E / 41.2519611647953°N,1.5467579266107°E     |                                                      |                                        | Modifica les dades a Wikidata |
|        | Masia Priorat                   | masia                              | Santa Oliva             |                      |                       | 41° 14′ 57″ N, 1° 32′ 49″ E / 41.249217368248°N,1.54703356888522°E     |                                                      |                                        | Modifica les dades a Wikidata |
|        | Molí Vell del Perot             | masia                              | Santa Oliva             |                      |                       | 41° 13′ 52″ N, 1° 32′ 02″ E / 41.2312241760946°N,1.53382999428402°E    |                                                      |                                        | Modifica les dades a Wikidata |
|        | Villa Gonzalo                   | masia                              | Santa Oliva             |                      |                       | 41° 14′ 23″ N, 1° 32′ 36″ E / 41.2397502505772°N,1.54344853507903°E    |                                                      |                                        | Modifica les dades a Wikidata |